# Taurasi (Wein)
Taurasi ist ein trockener Rotwein aus der süditalienischen Region Kampanien, der 1970 den DOC- und 1993 den DOCG Status erhalten hat. Der Taurasi zählt zu besten Rotweinen Italiens und wird dem Barolo (Piemont) und dem Brunello di Montalcino (Toskana) gleichgesetzt. Namensgebend ist die Gemeinde Taurasi in der Provinz Avellino.

## Geschichte
Schon in vorchristlicher Zeit wurde in Irpinia Wein angebaut. Seinen Ruf verdankt er der prägenden Rebsorte Aglianico, welche dunkelfarbige, tannin- und säurereiche Weine hervorbringt, die über ein großes Alterungspotential verfügen. Die besondere Stellung des Taurasi lässt sich an dem Umstand ermessen, dass er bis 2003 der einzige Wein Kampaniens mit einer DOCG Klassifizierung war.
In den 1920er Jahren gelangte der Taurasi zu europäischer Bedeutung. Die Reblausplage hatte große Teile der norditalienischen und französischen Weinberge vernichtet. In der Region des Taurasi hatte sich der Schädling jedoch nicht ausbreiten können, da die sehr hoch gelegenen sandigen Böden vulkanischen Ursprungs die Ausbreitung des Parasiten verhinderten. In diesen Jahren entstand die "ferrovia del vino" (Eisenbahnlinie des Weines) mit der ganze Tankzüge gefüllt mit Aglianico-Wein in die Weinbaugebiete der Toskana, Piemont und Bordeaux transportiert wurden.

## Anbau
Das Weinbaugebiet befindet sich in der Hügel- und Gebirgslandschaft Irpinia. Der Großteil des Anbaugebietes befindet sich auf einer Höhe zwischen 400 und 700 Metern und umfasst das Gebiet der Gemeinden:
Taurasi, Bonito, Castelfranci, Castelvetere sul Calore, Fontanarosa, Lapio, Luogosano, Mirabella Eclano, Montefalcione, Montemarano, Montemiletto, Paternopoli, Pietradefusi, Sant’Angelo all’Esca, San Mango sul Calore, Torre Le Nocelle und Venticano.
Im Jahr 2017 wurden 15.847 Hektoliter DOC-Wein erzeugt.
Als besonders gute Lagen gelten Castelfranci, Jampenne, Radici und Torre.

## Erzeugung
Der Wein wird zum größten Teil (85–100 %) aus der Rebsorte Aglianico gekeltert. Maximal 15 % andere rote Rebsorten dürfen zugesetzt werden. Die vorgeschriebene Reifungsdauer für den Taurasi DOCG beträgt drei Jahre (davon ein Jahr im Holzfass), mit dem Zusatz „Riserva“ vier Jahre (davon 18 Monate im Holzfass).

## Beschreibung
Laut Denomination (Auszug):
- Farbe: kräftiges rubinrot, zu granatrot tendierend, mit orangefarbenen Reflexen im Alter
- Geruch: ätherisch, angenehm, mehr oder weniger intensiv
- Geschmack: trocken, voll, harmonisch mit langem Nachhall
- Alkoholgehalt: mindestens 12 % Vol.
- Säuregehalt: min 5 g/l
- Trockenextrakt: min. 15 g/l